# Kozarčanka
Kozarčanka, terme serbo-croate signifiant littéralement « la femme de la Kozara », est une célèbre photographie de la Seconde Guerre mondiale et qui deviendra un symbole de la République fédérative socialiste de Yougoslavie.

## Photographie
Prise par le photographe yougoslave George Skrigin en hiver 1943-1944 dans le Nord de la Bosnie, la photographie montre une partisane yougoslave souriant et portant une titovka (en) et un fusil en bandoulière derrière son épaule.
Cette femme est Milja Marin (1926-2007, née Toroman), une Serbe de Bosnie.

## Postérité
Kozarčanka a été largement diffusée, sur des manuels scolaires, des monographies de guerre et des affiches.